# Argentina en la Copa Mundial Femenina de Fútbol de 2023
La selección de Argentina fue uno de los 32 equipos participantes en la Copa Mundial Femenina de Fútbol de 2023. El torneo se llevó a cabo del 20 de julio al 20 de agosto en Australia y Nueva Zelanda.
Fue la cuarta participación de Argentina, que formó parte del Grupo G, junto a Italia, Sudáfrica y Suecia.

## Preparación

### Partidos previos
| Fecha                   | Lugar                      | Competición |               |                          | Resultado          |                      |           |
| ----------------------- | -------------------------- | ----------- | ------------- | ------------------------ | ------------------ | -------------------- | --------- |
| 6 de octubre de 2022    | Jerez de la Frontera       | Amistoso    | Canadá        | Bandera de Canadá        | 2:0 (0:0)          | Bandera de Argentina | Argentina |
| 9 de octubre de 2022    | Jerez de la Frontera       | Amistoso    | Argentina     | Bandera de Argentina     | 2:2 (2:0)          | Bandera de Polonia   | Polonia   |
| 11 de noviembre de 2022 | Melilla                    | Amistoso    | España        | Bandera de España        | 7:0 (4:0)          | Bandera de Argentina | Argentina |
| 17 de febrero de 2023   | Auckland                   | Amistoso    | Argentina     | Bandera de Argentina     | 4:0 (1:0)          | Bandera de Chile     | Chile     |
| 20 de febrero de 2023   | Hamilton                   | Amistoso    | Nueva Zelanda | Bandera de Nueva Zelanda | 0:2 (0:1)          | Bandera de Argentina | Argentina |
| 23 de febrero de 2023   | Auckland                   | Amistoso    | Nueva Zelanda | Bandera de Nueva Zelanda | 0:1 (0:0)          | Bandera de Argentina | Argentina |
| 6 de abril de 2023      | Córdoba                    | Amistoso    | Argentina     | Bandera de Argentina     | 1:1 (0:1) (6:7 p.) | Bandera de Venezuela | Venezuela |
| 9 de abril de 2023      | La Rioja                   | Amistoso    | Argentina     | Bandera de Argentina     | 3:0 (1:0)          | Bandera de Venezuela | Venezuela |
| 14 de julio de 2023     | San Nicolás de los Arroyos | Amistoso    | Argentina     | Bandera de Argentina     | 4:0 (2:0)          | Bandera de Perú      | Perú      |

#### Canadá vs. Argentina
Argentina disputó en España una competición amistosa denominada Ultimate Cup, junto a las selecciones de Canadá, Marruecos y Polonia; teniendo que disputar cada uno de los participantes, dos partidos. Argentina disputaría el primero ante Canadá, cayendo por dos goles a cero.
| 6 de octubre de 2022 | Canadá                           | 2:0 (0:0) | Argentina | Estadio El Palmar, Sanlúcar de Barrameda                                     |                                                                              |
| 19:30 (UTC+2)        | Santana 68' (a.g.) · Lacasse 87' | Reporte   |           | Asistencia: Sin datos sobre espectadores Árbitro(s): Alberto Sevillano Marín | Asistencia: Sin datos sobre espectadores Árbitro(s): Alberto Sevillano Marín |

| Uniformes | Uniformes |
| --------- | --------- |
|           |           |

#### Argentina vs. Polonia

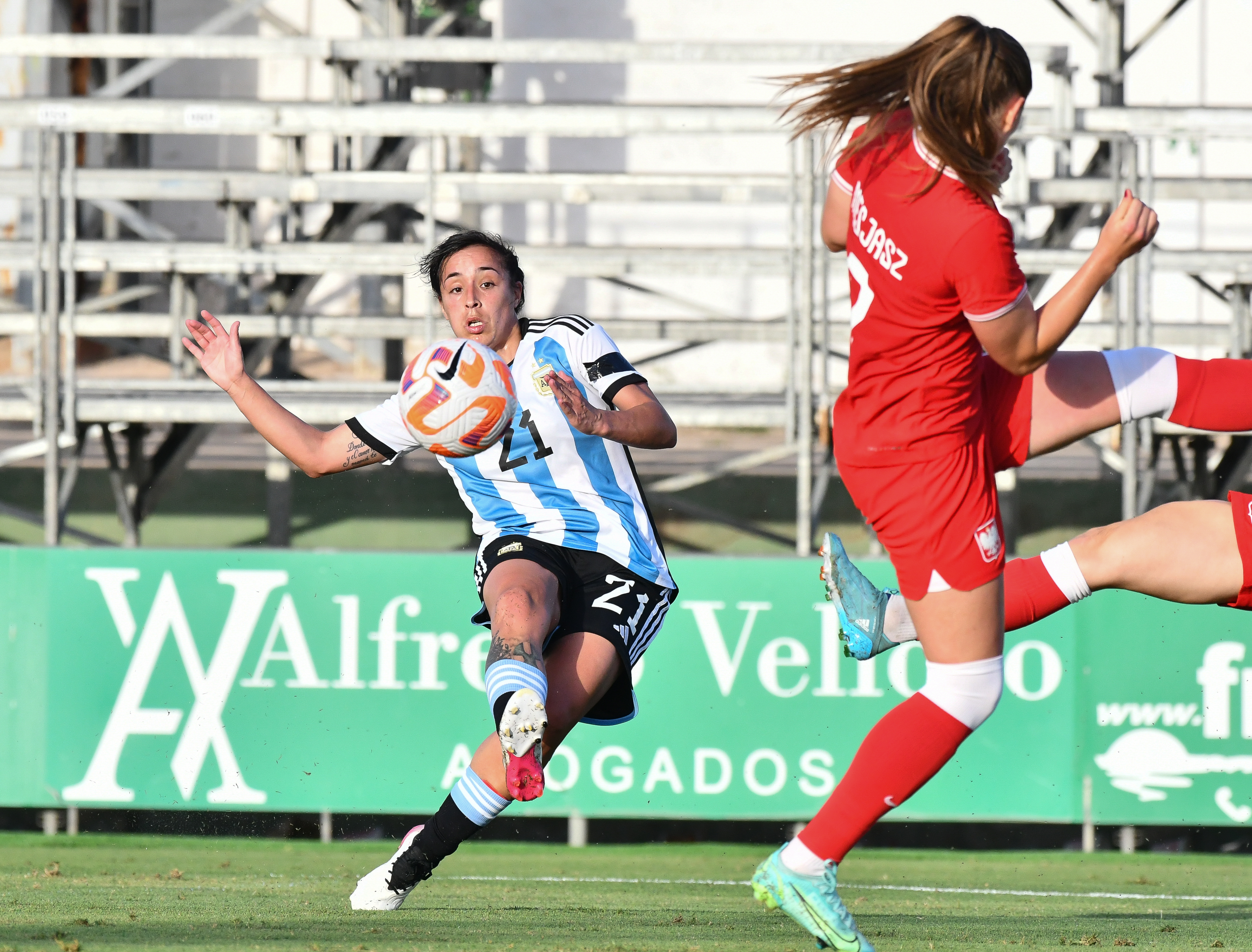
Érica Lonigro convierte el segundo gol ante Polonia.

En su segundo y último partido en la Ultimate Cup, Argentina se enfrentó a Polonia, logrando ponerse dos goles arriba a pocos minutos de iniciado el encuentro. En el segundo tiempo, el equipo polaco se volcó al ataque logrando el empate poco tiempo antes del final del partido.
| 6 de octubre de 2022 | Argentina                | 2:2 (2:0) | Polonia             | Estadio El Palmar, Sanlúcar de Barrameda                                             |                                                                                      |
| 18:30 (UTC+2)        | Banini 15' · Lonigro 20' | Reporte   | Wiankowska 54', 82' | Asistencia: Sin datos sobre espectadores Árbitro(s): Nieves Herminia Delgado Beltrán | Asistencia: Sin datos sobre espectadores Árbitro(s): Nieves Herminia Delgado Beltrán |

| Uniformes | Uniformes |
| --------- | --------- |
|           |           |

#### España vs. Argentina
Tras un mes del partido ante Polonia, Argentina se enfrentó a España en la Ciudad de Mellilla, el equipo argentino sufriría una arrolladora goleada de siete goles a cero, finalizando así el año 2022.
| 11 de noviembre de 2022 | España                                                                             | 7:0 (4:0) | Argentina | Estadio Municipal Álvarez Claro, Melilla             |                                                      |
| 20:00 (UTC+1)           | Redondo 20' · Oroz 28' · Paralluelo 36', 38', 51' · Del Castillo 61' · Gabarro 78' | Reporte   |           | Asistencia: 3 119 espectadores Árbitro(s): Abi Byrne | Asistencia: 3 119 espectadores Árbitro(s): Abi Byrne |

| Uniformes | Uniformes |
| --------- | --------- |
|           |           |

#### Argentina vs. Chile
| 17 de febrero de 2023 | Argentina                                                               | 4:0 (1:0) | Chile | Estadio North Harbour, Auckland                                          |                                                                          |
| 19:30 (UTC+13)        | Stabile 40' · Larroquette 49' (pen.) · Rodríguez 71' · Bonsegundo 90+3' | Reporte   |       | Asistencia: Sin datos sobre espectadores Árbitro(s): Anna-Marie Keighley | Asistencia: Sin datos sobre espectadores Árbitro(s): Anna-Marie Keighley |

| Uniformes | Uniformes |
| --------- | --------- |
|           |           |

#### Nueva Zelanda vs. Argentina
| 20 de febrero de 2023 | Nueva Zelanda | 0:2 (0:1) | Argentina                     | Estadio Waikato, Hamilton                           |                                                     |
| 19:00 (UTC+13)        |               | Reporte   | Larroquette 17' · Cometti 90' | Asistencia: 3 622 espectadores Árbitro(s): Lara Lee | Asistencia: 3 622 espectadores Árbitro(s): Lara Lee |

| Uniformes | Uniformes |
| --------- | --------- |
|           |           |

| 23 de febrero de 2023 | Nueva Zelanda | 0:1 (0:0) | Argentina       | Estadio North Harbour, Auckland                           |                                                           |
| 19:00 (UTC+13)        |               | Reporte   | Larroquette 77' | Asistencia: 3 914 espectadores Árbitro(s): Tatiana Guzmán | Asistencia: 3 914 espectadores Árbitro(s): Tatiana Guzmán |

| Uniformes | Uniformes |
| --------- | --------- |
|           |           |

#### Argentina vs. Venezuela
El 6 de abril de 2023, el combinado argentino enfrentó en el Estadio Mario Alberto Kempes de la Ciudad de Córdoba, a su similar venezolano en un encuentro amistoso. Con un total de 31 800 espectadores presentes en el estadio, se convirtió en el partido con mayor aforo del seleccionado femenino argentino jugando como local. El duelo finalizó igualado a un gol, saliendo vencedor el equipo venezolano en la tanda de penales.
| 6 de abril de 2023 | Argentina                                                                      | 1:1 (0:1) (6:7 p.)         | Venezuela                                                                        | Estadio Mario Alberto Kempes, Córdoba                       |                                                             |
| 20:00 (UTC-3)      | Cometti 90+1'                                                                  | Reporte                    | Speckmaier 38'                                                                   | Asistencia: 31 800 espectadores Árbitro(s): Adriana Álvarez | Asistencia: 31 800 espectadores Árbitro(s): Adriana Álvarez |
|                    |                                                                                | Tiros desde el punto penal |                                                                                  |                                                             |                                                             |
|                    | Cometti · Bonsegundo · Banini · Stabile · Braun · Núñez · Gramaglia · Troncoso |                            | Villamizar · Viso · Speckmaier · Romero · Giménez · Peraza · Herrera · Rodríguez |                                                             |                                                             |

| Uniformes | Uniformes |
| --------- | --------- |
|           |           |

| 9 de abril de 2023 | Argentina                              | 3:0 (1:0) | Venezuela | Estadio de Vargas, La Rioja                                      |                                                                  |
| 16:00 (UTC-3)      | Braun 4' · Bonsegundo 56' · Banini 61' | Reporte   |           | Asistencia: 9 800 espectadores Árbitro(s): María Laura Fortunato | Asistencia: 9 800 espectadores Árbitro(s): María Laura Fortunato |

| Uniformes | Uniformes |
| --------- | --------- |
|           |           |

#### Argentina vs. Perú
| 14 de julio de 2023 | Argentina                                                       | 4:0 (2:0) | Perú | Estadio Único, San Nicolás de los Arroyos                      |                                                                |
| 20:30 (UTC-3)       | Larroquette 17' · Banini 43' · Rodríguez 61' · Gómez Ares 90+6' | Reporte   |      | Asistencia: 23 000 espectadores Árbitro(s): Roberta Echeverría | Asistencia: 23 000 espectadores Árbitro(s): Roberta Echeverría |

| Uniformes | Uniformes |
| --------- | --------- |
|           |           |

## Plantel
| N.º |                                         | Nombre               | Posición       | Edad    | PJ | G  | Club                        |
| --- | --------------------------------------- | -------------------- | -------------- | ------- | -- | -- | --------------------------- |
| 1   | Bandera de la Provincia de Santa Fe     | Vanina Correa        | Guardameta     | 39 años | 59 | 0  | Rosario Central             |
| 12  | Bandera de la Ciudad de Buenos Aires    | Lara Esponda         | Guardameta     | 17 años | 0  | 0  | River Plate                 |
| 23  | Bandera de la Provincia de Buenos Aires | Abigaíl Chaves       | Guardameta     | 28 años | 0  | 0  | Huracán                     |
| 2   | Bandera de la Provincia de Buenos Aires | Adriana Sachs        | Defensa        | 29 años | 35 | 0  | Santos                      |
| 3   | Bandera de la Ciudad de Buenos Aires    | Eliana Stábile       | Defensa        | 29 años | 53 | 5  | Santos                      |
| 4   | Bandera de la Provincia de Mendoza      | Julieta Cruz         | Defensa        | 27 años | 13 | 0  | Boca Juniors                |
| 6   | Bandera de la Ciudad de Buenos Aires    | Aldana Cometti       | Defensa        | 27 años | 70 | 6  | Madrid                      |
| 14  | Bandera de la Provincia del Río Negro   | Miriam Mayorga       | Defensa        | 33 años | 40 | 6  | Boca Juniors                |
| 18  | Bandera de la Ciudad de Buenos Aires    | Gabriela Chávez      | Defensa        | 34 años | 37 | 0  | Estudiantes de Buenos Aires |
| 5   | Bandera de la Provincia de Buenos Aires | Vanesa Santana       | Centrocampista | 32 años | 56 | 0  | Agente Libre                |
| 7   | Bandera de la Provincia de Buenos Aires | Romina Núñez         | Centrocampista | 29 años | 27 | 0  | UAI Urquiza                 |
| 8   | Bandera de la Provincia de Buenos Aires | Daiana Falfán        | Centrocampista | 22 años | 30 | 0  | UAI Urquiza                 |
| 10  | Bandera de la Ciudad de Buenos Aires    | Dalila Ippólito      | Centrocampista | 21 años | 17 | 0  | Parma                       |
| 13  | Bandera de Estados Unidos               | Sophia Braun         | Centrocampista | 21 años | 17 | 1  | León                        |
| 16  | Bandera de la Provincia de Buenos Aires | Lorena Benítez       | Centrocampista | 24 años | 19 | 0  | Palmeiras                   |
| 17  | Bandera de la Ciudad de Buenos Aires    | Camila Gómez Ares    | Centrocampista | 28 años | 5  | 1  | Universidad de Concepción   |
| 22  | Bandera de la Provincia de Mendoza      | Estefania Banini     | Centrocampista | 33 años | 51 | 13 | Atlético de Madrid          |
| 9   | Bandera de la Provincia de Córdoba      | Paulina Gramaglia    | Delantero      | 20 años | 8  | 0  | Red Bull Bragantino         |
| 11  | Bandera de la Provincia de Misiones     | Yamila Rodríguez     | Delantero      | 25 años | 36 | 10 | Palmeiras                   |
| 15  | Bandera de la Provincia de Córdoba      | Florencia Bonsegundo | Delantero      | 30 años | 63 | 19 | Madrid                      |
| 19  | Bandera de la Provincia de Buenos Aires | Mariana Larroquette  | Delantero      | 30 años | 75 | 21 | Orlando Pride               |
| 20  | Bandera de la Provincia de Mendoza      | Chiara Singarella    | Delantero      | 19 años | 5  | 1  | Kennesaw State Owls         |
| 21  | Bandera de la Provincia de Santa Fe     | Érica Lonigro        | Delantero      | 29 años | 14 | 2  | Rosario Central             |
|     | Bandera de la Ciudad de Buenos Aires    | Germán Portanova     | Entrenador     | 49 años |    |    |                             |

## Participación
- Los horarios son correspondientes a la hora local de Nueva Zelanda (UTC+12).

### Partidos
| Fecha       | Lugar    | Instancia      |           |                      | Resultado |                      |           |
| ----------- | -------- | -------------- | --------- | -------------------- | --------- | -------------------- | --------- |
| 24 de julio | Auckland | Fase de grupos | Italia    | Bandera de Italia    | 1:0 (0:0) | Bandera de Argentina | Argentina |
| 28 de julio | Dunedin  | Fase de grupos | Argentina | Bandera de Argentina | 2:2 (0:1) | Bandera de Sudáfrica | Sudáfrica |
| 2 de agosto | Hamilton | Fase de grupos | Argentina | Bandera de Argentina | 0:2 (0:0) | Bandera de Suecia    | Suecia    |

### Fase de grupos - Grupo G
| Selección | Pts | PJ | PG | PE | PP | GF | GC | Dif |
| --------- | --- | -- | -- | -- | -- | -- | -- | --- |
| Suecia    | 9   | 3  | 3  | 0  | 0  | 9  | 1  | 8   |
| Sudáfrica | 4   | 3  | 1  | 1  | 1  | 6  | 6  | 0   |
| Italia    | 3   | 3  | 1  | 0  | 2  | 3  | 8  | −5  |
| Argentina | 1   | 3  | 0  | 1  | 2  | 2  | 5  | −3  |

|  | Clasificados a los octavos de final. |

#### Italia vs. Argentina
| 24 de julio, 18:00 | Italia      | 1:0 (0:0) | Argentina | Eden Park, Auckland                                                            |                                                                                |
|                    | Girelli 87' | Reporte   |           | Asistencia: 30 889 espectadores Árbitro(s): Melissa Borjas VAR: Tatiana Guzmán | Asistencia: 30 889 espectadores Árbitro(s): Melissa Borjas VAR: Tatiana Guzmán |

| 22          | Guardameta     | Francesca Durante  |     |
| 4           | Defensa        | Lucia Di Guglielmo |     |
| 5           | Defensa        | Elena Linari       |     |
| 17          | Defensa        | Lisa Boattin       |     |
| 23          | Defensa        | Cecilia Salvai     |     |
| 6           | Centrocampista | Manuela Giugliano  |     |
| 8           | Centrocampista | Barbara Bonansea   |     |
| 14          | Centrocampista | Chiara Beccari     |     |
| 16          | Centrocampista | Giulia Dragoni     | 83' |
| 18          | Centrocampista | Arianna Caruso     | 58' |
| 9           | Delantero      | Valentina Giacinti | 74' |
| Entrenadora | Entrenadora    | Milena Bertolini   |     |

| 1          | Guardameta     | Vanina Correa        |       |
| 3          | Defensa        | Eliana Stabile       |       |
| 6          | Defensa        | Aldana Cometti       |       |
| 13         | Defensa        | Sophia Braun         |       |
| 14         | Defensa        | Miriam Mayorga       |       |
| 7          | Centrocampista | Romina Núñez         | 77'   |
| 8          | Centrocampista | Daiana Falfán        | 90+2' |
| 15         | Centrocampista | Florencia Bonsegundo |       |
| 16         | Centrocampista | Lorena Benítez       |       |
| 22         | Centrocampista | Estefanía Banini     |       |
| 19         | Delantero      | Mariana Larroquette  | 90+2' |
| Entrenador | Entrenador     | Germán Portanova     |       |

| 20 | Centrocampista | Giada Greggi      | 58' |
| 7  | Delantero      | Sofia Cantore     | 74' |
| 10 | Delantero      | Cristiana Girelli | 83' |

| 11 | Delantero      | Yamila Rodríguez  | 77'   |
| 9  | Delantero      | Paulina Gramaglia | 90+2' |
| 10 | Centrocampista | Dalila Ippolito   | 90+2' |

| Anotado | 87' | Cristiana Girelli | 1:0 |

| Amonestado | 25' | Arianna Caruso   |
| Amonestado | 85' | Barbara Bonansea |

| Amonestado | 12'   | Mariana Larroquette  |
| Amonestado | 68'   | Miriam Mayorga       |
| Amonestado | 76'   | Florencia Bonsegundo |
| Amonestado | 90+6' | Eliana Stabile       |

| Árbitro             | Melissa Borjas     |
| Árbitros asistentes | Shirley Perelló    |
| Árbitros asistentes | Sandra Ramírez     |
| Cuarto árbitro      | Ivana Martinčić    |
| VAR                 | Tatiana Guzmán     |
| Adicionales VAR     | Armando Villarreal |
| Adicionales VAR     | Chantal Boudreau   |

| 22          | Guardameta     | Francesca Durante  |     |
| 4           | Defensa        | Lucia Di Guglielmo |     |
| 5           | Defensa        | Elena Linari       |     |
| 17          | Defensa        | Lisa Boattin       |     |
| 23          | Defensa        | Cecilia Salvai     |     |
| 6           | Centrocampista | Manuela Giugliano  |     |
| 8           | Centrocampista | Barbara Bonansea   |     |
| 14          | Centrocampista | Chiara Beccari     |     |
| 16          | Centrocampista | Giulia Dragoni     | 83' |
| 18          | Centrocampista | Arianna Caruso     | 58' |
| 9           | Delantero      | Valentina Giacinti | 74' |
| Entrenadora | Entrenadora    | Milena Bertolini   |     |

| 1          | Guardameta     | Vanina Correa        |       |
| 3          | Defensa        | Eliana Stabile       |       |
| 6          | Defensa        | Aldana Cometti       |       |
| 13         | Defensa        | Sophia Braun         |       |
| 14         | Defensa        | Miriam Mayorga       |       |
| 7          | Centrocampista | Romina Núñez         | 77'   |
| 8          | Centrocampista | Daiana Falfán        | 90+2' |
| 15         | Centrocampista | Florencia Bonsegundo |       |
| 16         | Centrocampista | Lorena Benítez       |       |
| 22         | Centrocampista | Estefanía Banini     |       |
| 19         | Delantero      | Mariana Larroquette  | 90+2' |
| Entrenador | Entrenador     | Germán Portanova     |       |

| 20 | Centrocampista | Giada Greggi      | 58' |
| 7  | Delantero      | Sofia Cantore     | 74' |
| 10 | Delantero      | Cristiana Girelli | 83' |

| 11 | Delantero      | Yamila Rodríguez  | 77'   |
| 9  | Delantero      | Paulina Gramaglia | 90+2' |
| 10 | Centrocampista | Dalila Ippolito   | 90+2' |

| Anotado | 87' | Cristiana Girelli | 1:0 |

| Amonestado | 25' | Arianna Caruso   |
| Amonestado | 85' | Barbara Bonansea |

| Amonestado | 12'   | Mariana Larroquette  |
| Amonestado | 68'   | Miriam Mayorga       |
| Amonestado | 76'   | Florencia Bonsegundo |
| Amonestado | 90+6' | Eliana Stabile       |

| Árbitro             | Melissa Borjas     |
| Árbitros asistentes | Shirley Perelló    |
| Árbitros asistentes | Sandra Ramírez     |
| Cuarto árbitro      | Ivana Martinčić    |
| VAR                 | Tatiana Guzmán     |
| Adicionales VAR     | Armando Villarreal |
| Adicionales VAR     | Chantal Boudreau   |

| Estadísticas      | Bandera de Italia | Bandera de Argentina |
| Tiros             | 9                 | 6                    |
| Tiros a puerta    | 4                 | 1                    |
| Faltas            | 21                | 17                   |
| Saques de esquina | 5                 | 2                    |
| Penaltis          | 0                 | 0                    |
| Fueras de juego   | 2                 | 0                    |
| Posesión de balón | 53%               | 47%                  |

#### Argentina vs. Sudáfrica
| 28 de julio, 12:00 | Argentina             | 2:2 (0:1) | Sudáfrica                   | Estadio de Dunedin, Dunedin                                                          |                                                                                      |
|                    | Braun 74' · Núñez 79' | Reporte   | Motlhalo 30' · Kgatlana 66' | Asistencia: 8 834 espectadores Árbitro(s): Anna-Marie Keighley VAR: Abdulla Al-Marri | Asistencia: 8 834 espectadores Árbitro(s): Anna-Marie Keighley VAR: Abdulla Al-Marri |

| 1          | Guardameta     | Vanina Correa        |     |
| 3          | Defensa        | Eliana Stabile       |     |
| 6          | Defensa        | Aldana Cometti       |     |
| 13         | Defensa        | Sophia Braun         |     |
| 14         | Defensa        | Miriam Mayorga       |     |
| 8          | Centrocampista | Daiana Falfán        | 46' |
| 15         | Centrocampista | Florencia Bonsegundo |     |
| 16         | Centrocampista | Lorena Benítez       | 46' |
| 19         | Centrocampista | Mariana Larroquette  | 69' |
| 22         | Centrocampista | Estefanía Banini     |     |
| 19         | Delantero      | Mariana Larroquette  | 59' |
| Entrenador | Entrenador     | Germán Portanova     |     |

| 1           | Guardameta     | Kaylin Swart        |     |
| 2           | Defensa        | Lebogang Ramalepe   |     |
| 3           | Defensa        | Bongeka Gamede      |     |
| 7           | Defensa        | Karabo Dhlamini     |     |
| 13          | Defensa        | Bambanani Mbane     |     |
| 6           | Centrocampista | Noxolo Cesane       | 54' |
| 8           | Centrocampista | Hildah Magaia       |     |
| 10          | Centrocampista | Linda Motlhalo      | 83' |
| 12          | Centrocampista | Jermaine Seoposenwe |     |
| 15          | Centrocampista | Refiloe Jane        | 25' |
| 11          | Delantero      | Thembi Kgatlana     | 83' |
| Entrenadora | Entrenadora    | Desiree Ellis       |     |

| 4  | Defensa        | Julieta Cruz     | 46' |
| 7  | Centrocampista | Romina Núñez     | 46' |
| 11 | Delantero      | Yamila Rodríguez | 59' |
| 21 | Delantero      | Érica Lonigro    | 69' |

| 19 | Centrocampista | Kholosa Biyana     | 25' 54' |
| 14 | Defensa        | Tiisetso Makhubela | 54'     |
| 18 | Centrocampista | Sibulele Holweni   | 54'     |
| 17 | Delantero      | Melinda Kgadiete   | 83'     |
| 22 | Centrocampista | Nomvula Kgoale     | 83'     |

| Anotado | 74' | Sophia Braun | 1:2 |
| Anotado | 79' | Romina Núñez | 2:2 |

| Anotado | 30' | Linda Motlhalo  | 0:1 |
| Anotado | 66' | Thembi Kgatlana | 0:2 |

| Amonestado | 45+1' | Miriam Mayorga |

| Amonestado | 43' | Kholosa Biyana     |
| Amonestado | 56' | Tiisetso Makhubela |

| Árbitro             | Anna-Marie Keighley |
| Árbitros asistentes | Sarah Jones         |
| Árbitros asistentes | Maria Salamasina    |
| Cuarto árbitro      | Iuliana Demetrescu  |
| VAR                 | Abdulla Al-Marri    |
| Adicionales VAR     | Drew Fischer        |
| Adicionales VAR     | Felisha Mariscal    |

| 1          | Guardameta     | Vanina Correa        |     |
| 3          | Defensa        | Eliana Stabile       |     |
| 6          | Defensa        | Aldana Cometti       |     |
| 13         | Defensa        | Sophia Braun         |     |
| 14         | Defensa        | Miriam Mayorga       |     |
| 8          | Centrocampista | Daiana Falfán        | 46' |
| 15         | Centrocampista | Florencia Bonsegundo |     |
| 16         | Centrocampista | Lorena Benítez       | 46' |
| 19         | Centrocampista | Mariana Larroquette  | 69' |
| 22         | Centrocampista | Estefanía Banini     |     |
| 19         | Delantero      | Mariana Larroquette  | 59' |
| Entrenador | Entrenador     | Germán Portanova     |     |

| 1           | Guardameta     | Kaylin Swart        |     |
| 2           | Defensa        | Lebogang Ramalepe   |     |
| 3           | Defensa        | Bongeka Gamede      |     |
| 7           | Defensa        | Karabo Dhlamini     |     |
| 13          | Defensa        | Bambanani Mbane     |     |
| 6           | Centrocampista | Noxolo Cesane       | 54' |
| 8           | Centrocampista | Hildah Magaia       |     |
| 10          | Centrocampista | Linda Motlhalo      | 83' |
| 12          | Centrocampista | Jermaine Seoposenwe |     |
| 15          | Centrocampista | Refiloe Jane        | 25' |
| 11          | Delantero      | Thembi Kgatlana     | 83' |
| Entrenadora | Entrenadora    | Desiree Ellis       |     |

| 4  | Defensa        | Julieta Cruz     | 46' |
| 7  | Centrocampista | Romina Núñez     | 46' |
| 11 | Delantero      | Yamila Rodríguez | 59' |
| 21 | Delantero      | Érica Lonigro    | 69' |

| 19 | Centrocampista | Kholosa Biyana     | 25' 54' |
| 14 | Defensa        | Tiisetso Makhubela | 54'     |
| 18 | Centrocampista | Sibulele Holweni   | 54'     |
| 17 | Delantero      | Melinda Kgadiete   | 83'     |
| 22 | Centrocampista | Nomvula Kgoale     | 83'     |

| Anotado | 74' | Sophia Braun | 1:2 |
| Anotado | 79' | Romina Núñez | 2:2 |

| Anotado | 30' | Linda Motlhalo  | 0:1 |
| Anotado | 66' | Thembi Kgatlana | 0:2 |

| Amonestado | 45+1' | Miriam Mayorga |

| Amonestado | 43' | Kholosa Biyana     |
| Amonestado | 56' | Tiisetso Makhubela |

| Árbitro             | Anna-Marie Keighley |
| Árbitros asistentes | Sarah Jones         |
| Árbitros asistentes | Maria Salamasina    |
| Cuarto árbitro      | Iuliana Demetrescu  |
| VAR                 | Abdulla Al-Marri    |
| Adicionales VAR     | Drew Fischer        |
| Adicionales VAR     | Felisha Mariscal    |

| Estadísticas      | Bandera de Argentina | Bandera de Sudáfrica |
| Tiros             | 11                   | 12                   |
| Tiros a puerta    | 3                    | 4                    |
| Faltas            | 9                    | 14                   |
| Saques de esquina | 4                    | 3                    |
| Penaltis          | 0                    | 0                    |
| Fueras de juego   | 0                    | 3                    |
| Posesión de balón | 61%                  | 39%                  |

#### Argentina vs. Suecia
| 2 de agosto, 19:00 | Argentina | 0:2 (0:0) | Suecia                               | Estadio Waikato, Hamilton                                                      |                                                                                |
|                    |           | Reporte   | Blomqvist 66' · Rubensson 90' (pen.) | Asistencia: 17 907 espectadores Árbitro(s): Salima Mukansanga VAR: Adil Zourak | Asistencia: 17 907 espectadores Árbitro(s): Salima Mukansanga VAR: Adil Zourak |

| 1          | Guardameta     | Vanina Correa        |     |
| 2          | Defensa        | Adriana Sachs        |     |
| 3          | Defensa        | Eliana Stabile       |     |
| 4          | Defensa        | Julieta Cruz         | 71' |
| 6          | Defensa        | Aldana Cometti       |     |
| 13         | Centrocampista | Sophia Braun         |     |
| 15         | Centrocampista | Florencia Bonsegundo | 41' |
| 17         | Centrocampista | Camila Gómez Ares    | 71' |
| 7          | Delantero      | Romina Núñez         |     |
| 19         | Delantero      | Mariana Larroquette  | 79' |
| 22         | Delantero      | Estefanía Banini     |     |
| Entrenador | Entrenador     | Germán Portanova     |     |

| 12         | Guardameta     | Jennifer Falk      |       |
| 4          | Defensa        | Stina Lennartsson  |       |
| 5          | Defensa        | Anna Sandberg      |       |
| 6          | Defensa        | Magdalena Eriksson |       |
| 13         | Defensa        | Amanda Ilestedt    | 62'   |
| 7          | Centrocampista | Madelen Janogy     | 90+3' |
| 10         | Centrocampista | Sofia Jakobsson    | 76'   |
| 17         | Centrocampista | Caroline Seger     | 46'   |
| 20         | Centrocampista | Hanna Bennison     |       |
| 22         | Centrocampista | Olivia Schough     | 62'   |
| 15         | Delantero      | Rebecka Blomqvist  |       |
| Entrenador | Entrenador     | Peter Gerhardsson  |       |

| 8  | Centrocampista | Daiana Falfán    | 41' 79' |
| 10 | Centrocampista | Dalila Ippolito  | 71'     |
| 18 | Defensa        | Gabriela Chávez  | 71'     |
| 11 | Delantero      | Yamila Rodríguez | 79'     |
| 21 | Delantero      | Érica Lonigro    | 79'     |

| 23 | Centrocampista | Elin Rubensson          | 46'   |
| 3  | Defensa        | Linda Sembrant          | 62'   |
| 8  | Delantero      | Lina Hurtig             | 62'   |
| 19 | Centrocampista | Johanna Rytting Kaneryd | 76'   |
| 11 | Delantero      | Stina Blackstenius      | 90+3' |

| Anotado         | 66' | Rebecka Blomqvist | 0:1 |
| Anotado · Penal | 90' | Elin Rubensson    | 0:2 |

| Amonestado | 45+4' | Camila Gómez Ares |

| Amonestado | 20' | Olivia Schough |

| Árbitro             | Salima Mukansanga |
| Árbitros asistentes | Queency Victoire  |
| Árbitros asistentes | Mary Njoroge      |
| Cuarto árbitro      | Kim Yu-jeong      |
| VAR                 | Adil Zourak       |
| Adicionales VAR     | Tatiana Guzmán    |
| Adicionales VAR     | Fatiha Jermoumi   |

| 1          | Guardameta     | Vanina Correa        |     |
| 2          | Defensa        | Adriana Sachs        |     |
| 3          | Defensa        | Eliana Stabile       |     |
| 4          | Defensa        | Julieta Cruz         | 71' |
| 6          | Defensa        | Aldana Cometti       |     |
| 13         | Centrocampista | Sophia Braun         |     |
| 15         | Centrocampista | Florencia Bonsegundo | 41' |
| 17         | Centrocampista | Camila Gómez Ares    | 71' |
| 7          | Delantero      | Romina Núñez         |     |
| 19         | Delantero      | Mariana Larroquette  | 79' |
| 22         | Delantero      | Estefanía Banini     |     |
| Entrenador | Entrenador     | Germán Portanova     |     |

| 12         | Guardameta     | Jennifer Falk      |       |
| 4          | Defensa        | Stina Lennartsson  |       |
| 5          | Defensa        | Anna Sandberg      |       |
| 6          | Defensa        | Magdalena Eriksson |       |
| 13         | Defensa        | Amanda Ilestedt    | 62'   |
| 7          | Centrocampista | Madelen Janogy     | 90+3' |
| 10         | Centrocampista | Sofia Jakobsson    | 76'   |
| 17         | Centrocampista | Caroline Seger     | 46'   |
| 20         | Centrocampista | Hanna Bennison     |       |
| 22         | Centrocampista | Olivia Schough     | 62'   |
| 15         | Delantero      | Rebecka Blomqvist  |       |
| Entrenador | Entrenador     | Peter Gerhardsson  |       |

| 8  | Centrocampista | Daiana Falfán    | 41' 79' |
| 10 | Centrocampista | Dalila Ippolito  | 71'     |
| 18 | Defensa        | Gabriela Chávez  | 71'     |
| 11 | Delantero      | Yamila Rodríguez | 79'     |
| 21 | Delantero      | Érica Lonigro    | 79'     |

| 23 | Centrocampista | Elin Rubensson          | 46'   |
| 3  | Defensa        | Linda Sembrant          | 62'   |
| 8  | Delantero      | Lina Hurtig             | 62'   |
| 19 | Centrocampista | Johanna Rytting Kaneryd | 76'   |
| 11 | Delantero      | Stina Blackstenius      | 90+3' |

| Anotado         | 66' | Rebecka Blomqvist | 0:1 |
| Anotado · Penal | 90' | Elin Rubensson    | 0:2 |

| Amonestado | 45+4' | Camila Gómez Ares |

| Amonestado | 20' | Olivia Schough |

| Árbitro             | Salima Mukansanga |
| Árbitros asistentes | Queency Victoire  |
| Árbitros asistentes | Mary Njoroge      |
| Cuarto árbitro      | Kim Yu-jeong      |
| VAR                 | Adil Zourak       |
| Adicionales VAR     | Tatiana Guzmán    |
| Adicionales VAR     | Fatiha Jermoumi   |

| Estadísticas      | Bandera de Argentina | Bandera de Suecia |
| Tiros             | 5                    | 7                 |
| Tiros a puerta    | 1                    | 3                 |
| Faltas            | 7                    | 21                |
| Saques de esquina | 1                    | 4                 |
| Penaltis          | 0                    | 1 (1)             |
| Fueras de juego   | 1                    | 1                 |
| Posesión de balón | 41%                  | 59%               |

## Estadísticas

### Goleadoras
| #     | Jugador      | Anotado | PJ | Prom. | Jugada | Cabeza | Tiro libre | Penal |
| ----- | ------------ | ------- | -- | ----- | ------ | ------ | ---------- | ----- |
| 1     | Sophia Braun | 1       | 2  | 0,5   | 1      | 0      | 0          | 0     |
|       | Romina Núñez | 1       | 2  | 0,5   | 0      | 1      | 0          | 0     |
| Total | Total        | 2       | 2  | 0,5   | 1      | 1      | 0          | 0     |

### Asistencias
| #     | Jugadora         | Asistencia | Jugada | Cabeza | Tiro libre | Saque de esquina |
| ----- | ---------------- | ---------- | ------ | ------ | ---------- | ---------------- |
| 1     | Yamila Rodríguez | 1          | 1      | 0      | 0          | 0                |
| Total | Total            | 1          | 1      | 0      | 0          | 0                |

### Tarjetas disciplinarias
| #     | Jugador              | Amonestado | Otorgado · Expulsado | Expulsado | Sanción   |
| ----- | -------------------- | ---------- | -------------------- | --------- | --------- |
| 1     | Miriam Mayorga       | 2          | 0                    | 0         | 1 partido |
| 2     | Mariana Larroquette  | 1          | 0                    | 0         |           |
|       | Florencia Bonsegundo | 1          | 0                    | 0         |           |
|       | Eliana Stabile       | 1          | 0                    | 0         |           |
| Total | Total                | 5          | 0                    | 0         |           |